# Jacob
Pour les articles homonymes, voir Jacob (homonymie).
Cette page contient des caractères spéciaux ou non latins. S’ils s’affichent mal (▯, ?, etc.), consultez la page d’aide Unicode.
יעקב / يعقوب
Jacob (en hébreu : יעקב, Ya`aqov, « celui qui prend par le talon » ou « qui supplante » ; en arabe : يعقوب, Ya’qūb ou Ya’qob, « Dieu a soutenu » ou « protégé ») est un personnage de la Bible et du Coran. Après sa lutte avec l'ange, la Bible le connaît également sous le nom d’Israël et il est, après son père Isaac et son grand-père Abraham, l’un des trois patriarches avec lesquels Dieu contracte une alliance, lui promettant la terre qui portera désormais son nom.
Selon la Bible, Jacob, cadet d’une grossesse gémellaire, est le fils préféré de sa mère Rébecca. Il dérobe à son instigation la bénédiction que son père destinait à son frère Ésaü, dont il avait déjà obtenu le droit d'aînesse. Selon l'ordre de sa mère Rebecca, Jacob se réfugia chez son oncle Laban car son frère Esaü cherchait à le faire mourir. Jacob est exploité par Laban pendant vingt années au cours desquels il épouse ses deux filles, Léa et Rachel.
Ces dernières ainsi que leurs servantes Zilpa et Bilha lui donnent douze garçons et une fille. Revenu sur la terre de ses pères, il se réconcilie avec son frère Esaü. Il connaît bientôt une nouvelle épreuve lorsque ses fils, jaloux du traitement de faveur dont il fait bénéficier son fils Joseph, lui annoncent que celui-ci est mort. Il s’écoule vingt-deux années avant que Jacob ne le retrouve bien vivant à la tête du pays d’Égypte. Jacob s’y éteint et est inhumé dans la terre de ses ancêtres en Canaan dans la grotte du champ de Makpéla, le champ d'Abraham à Hébron.
Jacob (يعقوب, Ya’qūb) est aussi plusieurs fois évoqué dans le Coran. Il y est désigné comme l'un des plus grands prophètes.
Il est fêté par l'Église catholique le 24 décembre.

## Récit biblique

### Enfance de Jacob et rivalité avec son frère Ésaü
Dans le ventre de sa mère Rébecca, Jacob se heurte à son jumeau Ésaü. Dieu prédit à Rébecca qu'elle engendrera deux peuples et que le grand servira le petit. Jacob naît en second, la main agrippée au talon d'Ésaü. Leur père Isaac a 60 ans à leur naissance. Grand amateur de gibier, il préfère Ésaü qui aime la chasse et l'aventure, tandis que Rébecca préfère Jacob qui est raisonnable et casanier.
Jacob âgé de quinze ans dort dans le sein d'Abraham lorsque celui-ci meurt,,, d'où l'expression « emporté dans le sein d'Abraham » utilisée par Jésus dans la parabole du mauvais riche et de Lazare. Un jour, Jacob prépare un potage de lentilles. Ésaü revient alors des champs épuisé et lui réclame de « ce potage roux ». Jacob demande que son frère jure immédiatement de lui céder son droit d'aînesse. Ésaü s'exécute et Jacob lui donne du pain et du potage.
Avant sa mort, leur père Isaac, devenu aveugle, veut rétablir Ésaü dans ses droits et le bénir. Rébecca profite de la cécité de son mari pour lui faire donner sa bénédiction à Jacob. Ésaü, furieux, décide de tuer son frère dès la mort d’Isaac. Rébecca découvre ses intentions et implore Jacob de fuir chez son oncle Laban à Harran.

Esaü et Jacob par James Tissot, 1896-1902, Musée juif (New York)
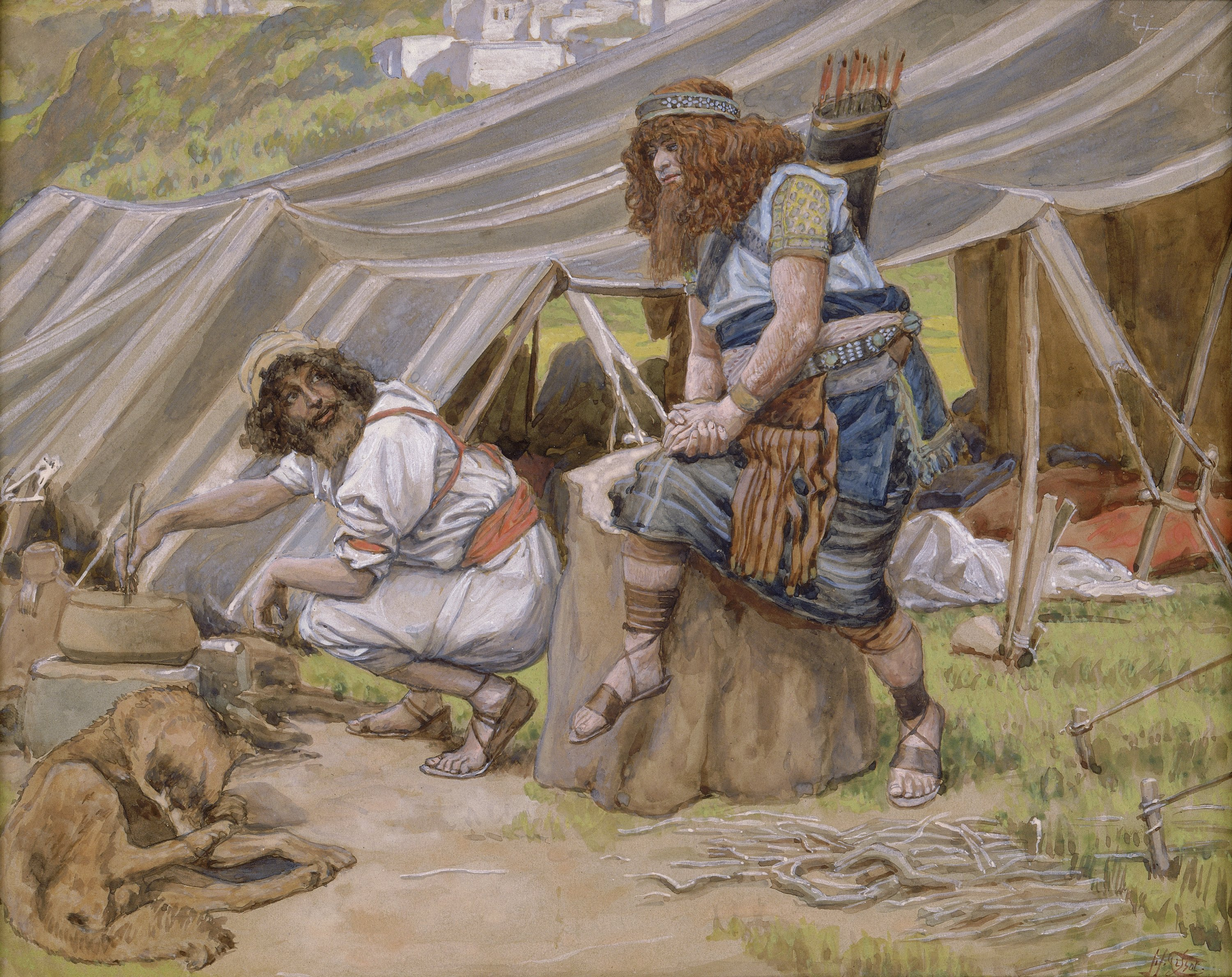
La Préparation de la soupe
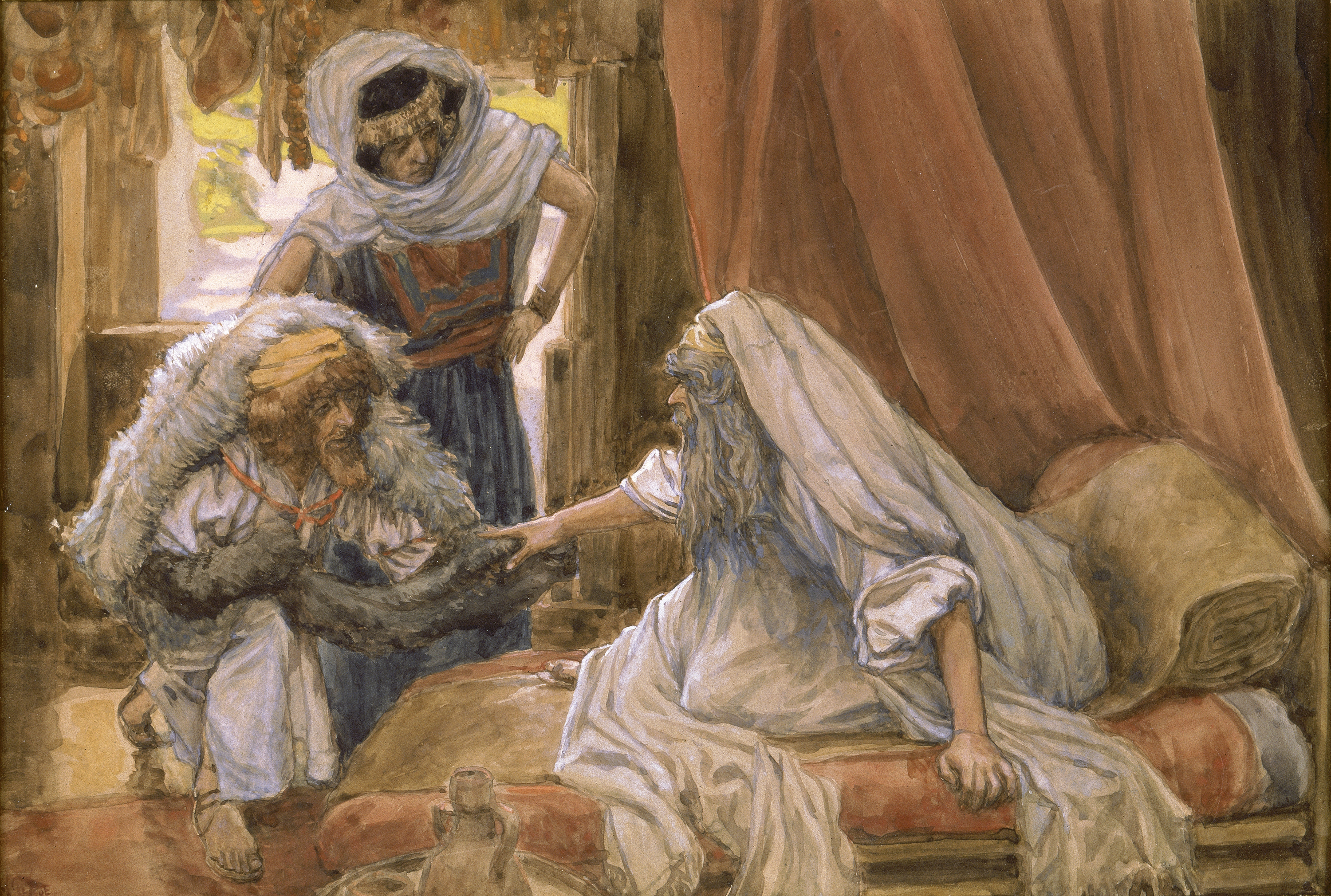
Jacob trompe Isaac

### Le rêve de l'échelle
Au cours de son voyage vers Harran, Jacob passe la nuit à Béthel, prend une pierre comme chevet et y a la vision d’une échelle atteignant le ciel et de Dieu se tenant en haut de cette échelle.

### Les enfants d'Israël
Jacob se réfugie chez Laban, lequel a deux filles : Léa l'aînée et Rachel la cadette. Jacob rencontre la cadette Rachel près d’un puits à proximité de Harran, probablement le puits appelé plus tard puits de Jacob. Jacob désire épouser Rachel la cadette et propose à Laban de le servir sept années pour Rachel. Au bout des sept années, Jacob demande à Laban de lui donner sa femme Rachel. Laban le trompe et lui donne sa fille aînée Léa. Laban pour se justifier évoque une coutume interdisant de marier sa fille cadette avant sa fille aînée et Laban lui accorde sa fille cadette Rachel en échange de sept nouvelles années à son service. Épouser deux sœurs sera interdit par la loi du Lévitique .
Léa lui donne successivement quatre fils, alors que Rachel reste stérile. En conséquence, Rachel invite Jacob à épouser sa servante Bilha, qui lui donne ainsi deux fils. Léa, de son côté, offre aussi à Jacob sa servante Zilpa, qui lui donne elle aussi deux fils. Léa donne encore deux fils et une fille (Dinah). Enfin, Dieu prend en pitié Rachel et lui permet d’enfanter les deux derniers fils de Jacob (Gn 29-31).
D’incessantes querelles éclatent entre les deux sœurs, ainsi qu’entre Laban et Jacob. Jacob accroît son troupeau grâce à une ruse et devient riche en bétail, serviteurs, servantes, chameaux et ânes. Voyant que Jacob s’est enrichi, les fils de Laban complotent contre Jacob. Dieu dit à Jacob de retourner dans son pays de naissance, Jacob s'enfuit alors avec ses femmes et ses enfants sans en informer son oncle Laban lequel l'apprend. Avant leur départ, Rachel vole les teraphim de la maison de Laban et les cache dans le coussin de sa selle.
Jacob et sa famille traversent l’Euphrate et se dirigent vers la région montagneuse de Galaad où il est rejoint par son oncle Laban. Laban ne parvient pas à retrouver les teraphim et conclut alors un pacte avec Jacob en un lieu qui fut appelé Yegar-Sahadutha par Laban et Galaad par Jacob (ou Mitspa), qui ne devra prendre aucune femme en dehors des filles de Laban. Laban et Jacob concluent cette alliance en dressant une stèle et en édifiant un cairn qui marquent la frontière entre le territoire des Araméens et le territoire des Hébreux. Laban retourne chez lui, Jacob poursuit son chemin et rencontre des anges de Dieu à Mahanaïm. Après sa rencontre avec les anges de Dieu à Mahanaïm, Jacob envoie des messagers vers Ésaü qui demeure au pays de Séïr dans la campagne d'Édom. Les messagers reviennent et informent Jacob qu'Ésaü vient à sa rencontre avec quatre cents hommes. Jacob prend peur et prépare un cadeau pour Ésaü.

Rencontre de Jacob et Esaü (1896-1902) par James Tissot, Musée juif (New York)
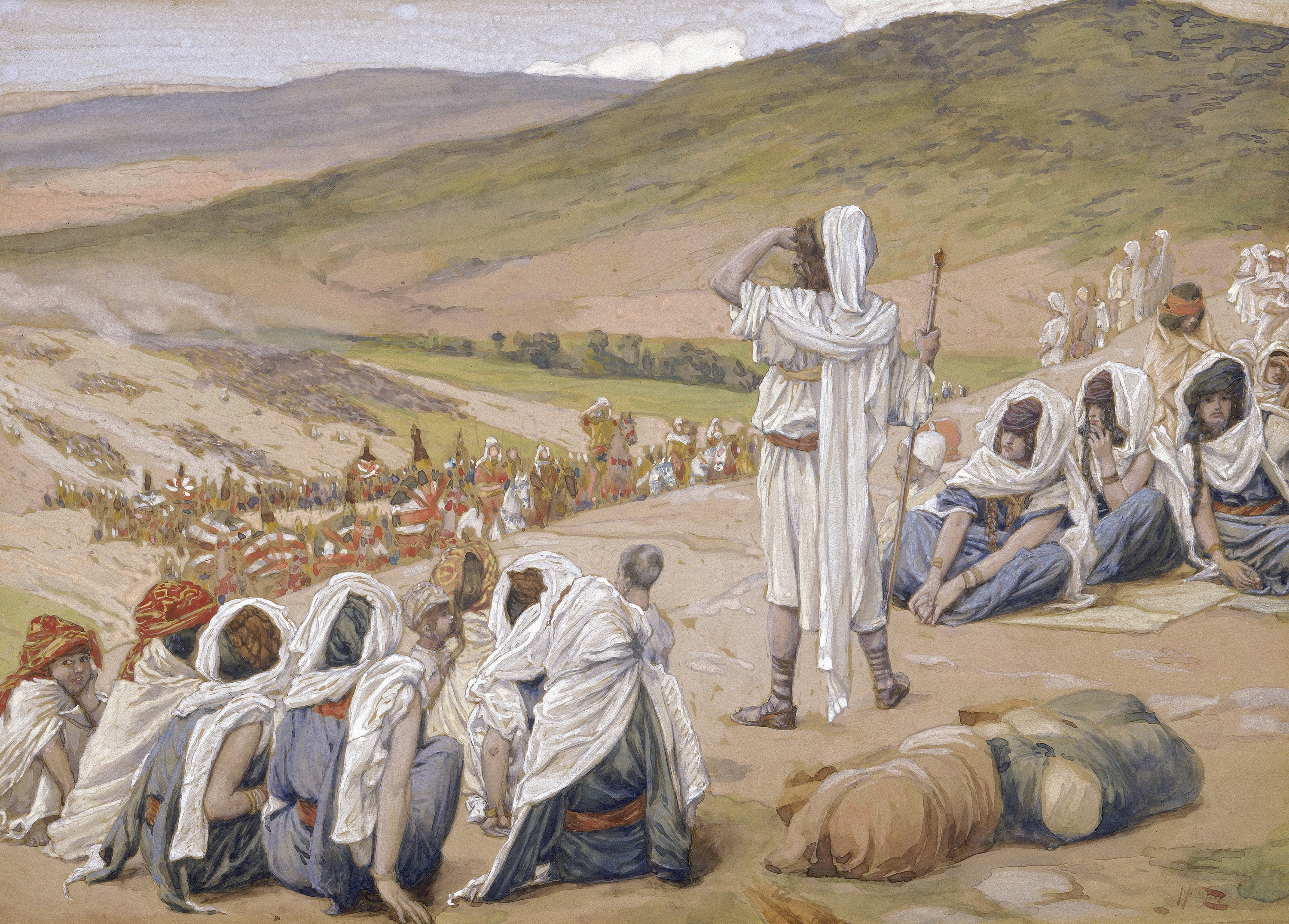
Jacob voit Ésaü venir vers lui
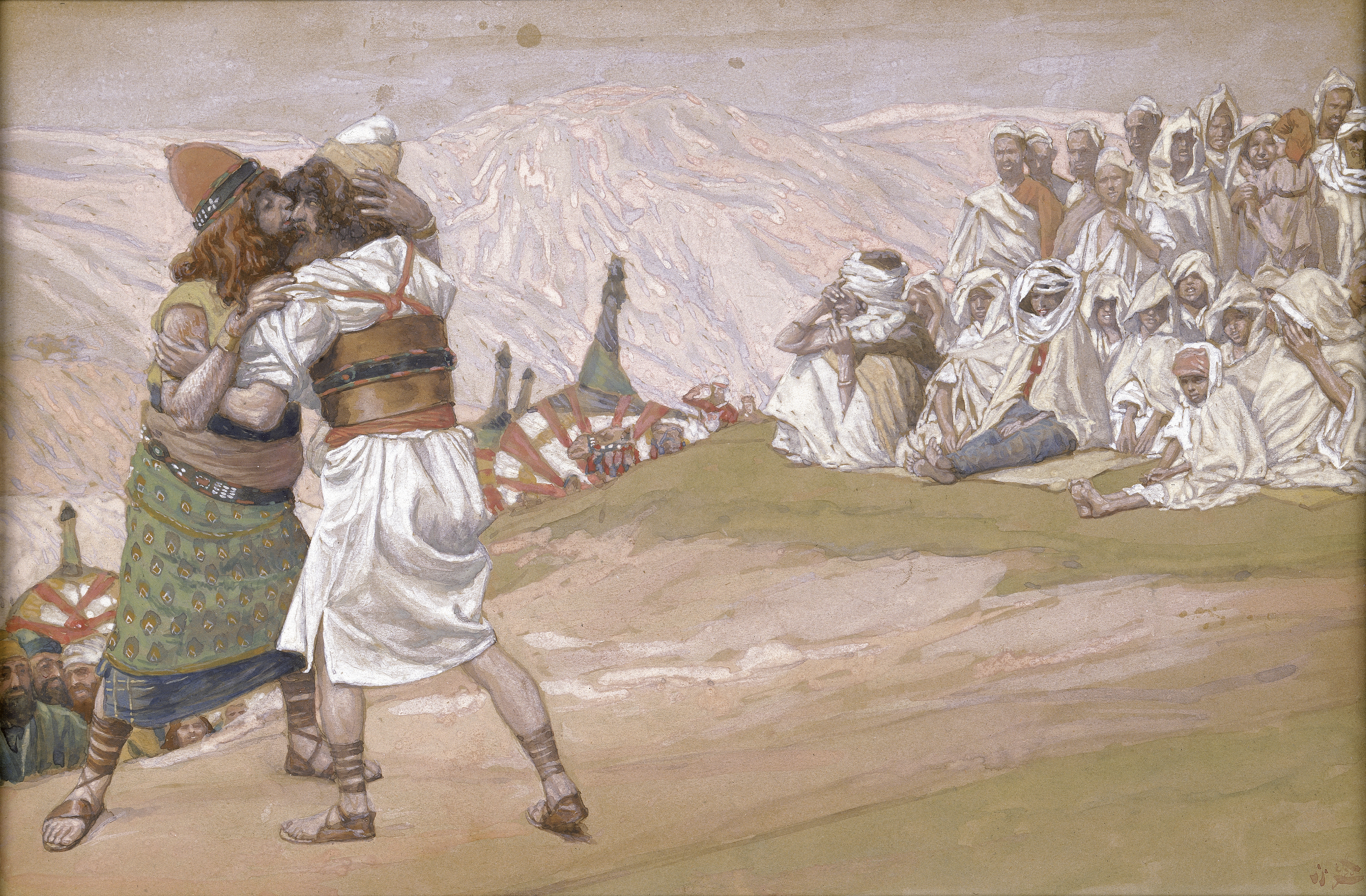
La Rencontre d'Ésaü et Jacob

### Israël oucelui qui a lutté avec Dieu

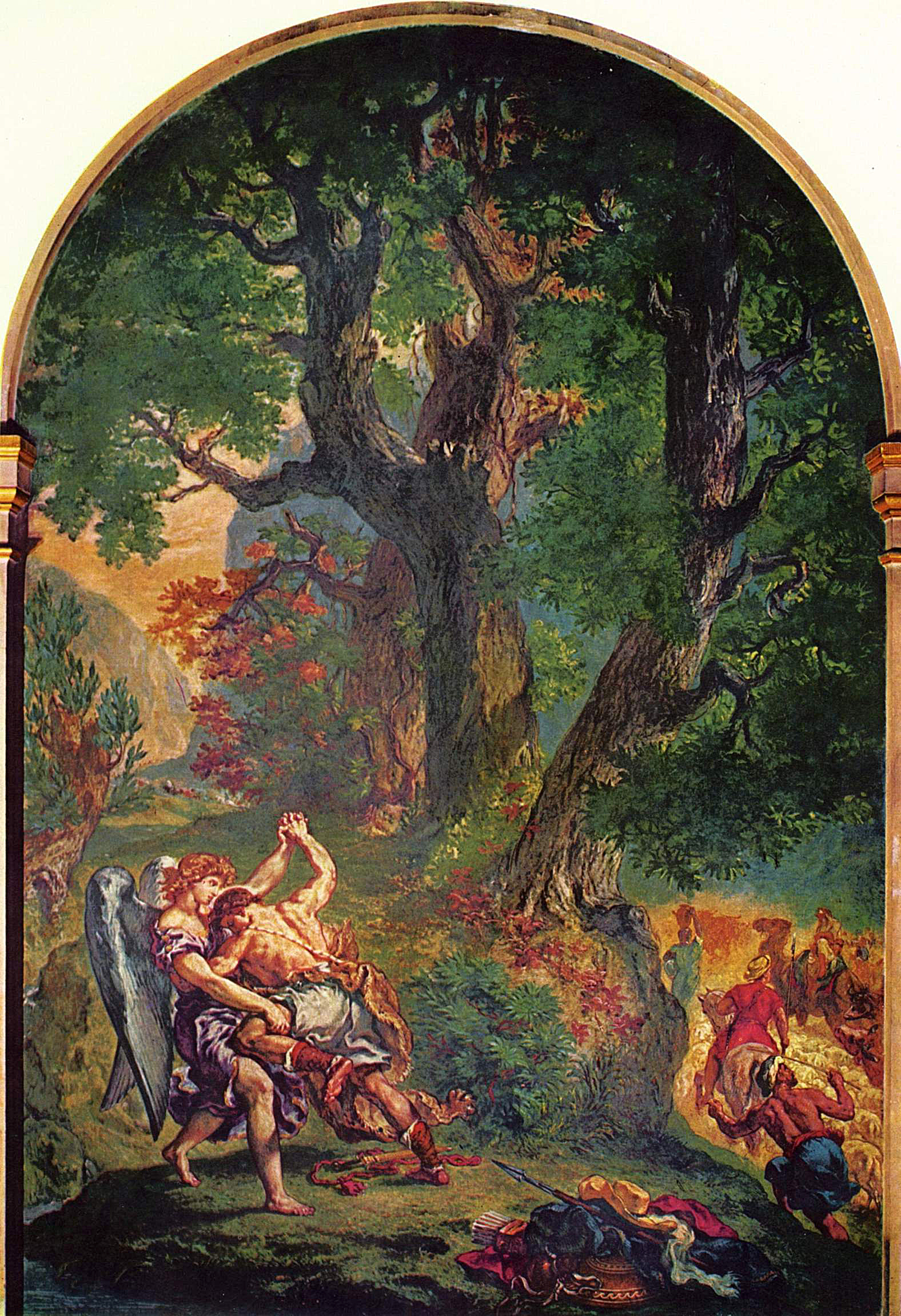
Jacob lutte avec l'ange
Delacroix, 1854-1861
Église Saint-Sulpice de Paris.

Jacob part de Mahanaïm et fait traverser le gué du Yabboq à ses deux femmes, à ses deux servantes, à ses onze enfants et à ce qui lui appartient. Jacob reste seul et se bat toute une nuit avec un inconnu à Peniel. Jacob appelle le lieu où il a lutté : Face de Dieu.

En se fondant sur Exode 33.20, certains pensent que Jacob n'a pas vu la Face de Dieu car il est écrit « L'Éternel dit : Tu ne pourras pas voir Ma Face, car l'homme ne peut me voir et vivre ». Nous pouvons lire dans Esaïe 6.5:7 : 

« Alors je dis : Malheur à moi ! Je suis perdu, car je suis un homme dont les lèvres sont impures, j'habite au milieu d'un peuple dont les lèvres sont impures, et mes yeux ont vu le Roi, l’Éternel des armées.
L'un des séraphins vola vers moi, tenant à la main une pierre ardente, qu'il avait prise sur l'autel avec des pincettes. Il en toucha ma bouche, et dit : Ceci a touché tes lèvres ; ton iniquité est enlevée, et ton péché expié. »

À cela, nous comprenons sans ambiguïté que Jacob a bien vu la Face de Dieu car, à l'instar du prophète Ésaïe, Dieu a enlevé son iniquité et expié son péché. Lors de sa lutte Jacob est touché à la cavité articulaire de la jointure de la cuisse et cette cavité se démet puis Jacob boite de la cuisse, c'est pourquoi les fils d'Israël n'ont pas coutume de manger le tendon du nerf de la cuisse qui est sur la cavité articulaire de la jointure de la cuisse. 
Après ce combat, Jacob est appelé Israël, c’est-à-dire « celui qui a lutté avec Dieu » (Gn 32. 28).

### Retour d'exil
Jacob rentre au pays de Canaan après vingt années d’exil et prend le nom d’Israël,. Après sa lutte avec Dieu, Jacob voit Ésaü qui arrive avec quatre cents hommes. Jacob et tous les membres de sa famille se prosternent devant Ésaü et Jacob et Ésaü pleurent en se revoyant. Jacob offre son cadeau à Ésaü qui accepte et Jacob poursuit son voyage à un rythme plus lent qu'Ésaü qui repart vers Séïr. Jacob part de Penouel et va à Soukkot où il se construit une maison et des cabanes pour son troupeau.
Ensuite Jacob part camper à l'est de Sichem où il acquiert la parcelle où il a installé sa tente aux fils de Hamor (il appartient à la nation des Hivites, l'une des sept nations populeuses en Canaan qui vivent au pied de l'Hermon dans le territoire de Mitspa, il a pour père Hadkam, fils de Péréd, et il est incirconcis), le père de Sichem[pas clair] pour le prix de 100 kesitas et y dresse un autel. Sa fille unique, Dinah, est violée par Sichem, l'un des fils de Hamor qui accepte de faire circoncire tous les hommes de la ville pour permettre l’union des deux enfants. Pour se venger, les frères de Dinah, Siméon et Lévi, tuent par surprise tous les hommes de la ville, dont Hamor et son fils Sichem et reprennent leur sœur Dinah puis se livrent au pillage. Après cela, Dieu dit à Jacob d'aller habiter à Béthel et d'y dresser un autel.
Avant de partir à Béthel, Jacob enfouit les teraphim de Rachel volés à son père Laban sous le térébinthe près de Sichem. Déborah, la nourrice de Rébecca, meurt et est enterrée au pied du Chêne-des-Pleurs. À Béthel, Dieu renouvelle l’Alliance avec Jacob. Jacob et sa famille partent de Béthel quand Rachel accouche d'un fils appelé Benjamin et meurt et est enterrée sur le chemin d'Ephrata (soit Bethléem). Après la mort de Rachel dont la sépulture se trouve dans le tombeau de Rachel un lieu saint du judaïsme dans l'actuelle Cisjordanie, Jacob part en direction d'Ephrata (Bethléem) et dresse sa tente au-delà de Migdal-Eder. Ruben couche avec la servante Bilha, concubine de son père Jacob, et perd ainsi son droit de premier-né qui est alors donné aux deux fils de Joseph. Jacob arrive à Mamré, à Kirjath-Arba, c'est-à-dire Hébron où réside son père Isaac.

### Vieillesse de Jacob/Israël
Plus tard, Joseph, l’aîné de Rachel, passe pour mort car ses frères jaloux l’ont vendu à des marchands ambulants. Jacob/Israël, vieillissant, affronte le chagrin et la famine. Ses fils à l'exception de Benjamin partent pour l’Égypte lors d’une période de famine. Ils y retrouvent leur frère Joseph vendu plusieurs années auparavant et devenu gouverneur d’Égypte.
Joseph joue un rôle primordial dans l’histoire du peuple hébreu, telle qu’elle est contée dans la Bible. Son histoire constitue toute la fin du livre de la Genèse (Gn 37-50). Elle est le prélude à l’histoire des Hébreux en Égypte, telle que racontée dans le livre de l’Exode.
Avant de mourir, Israël (anciennement Jacob) bénit tous ses fils. Il meurt âgé de 147 ans après avoir passé 17 ans en Égypte. L'embaumement d'Israël ordonné par son fils Joseph dure pendant quarante jours et des larmes sont versées pendant soixante-dix jours puis Joseph organise un deuil de 7 jours pour son père Israël à l'aire de battage d'Atad et ce lieu est alors appelé Abel-Mitstraïm. Israël est ensuite enterré auprès de ses pères Abraham et Isaac, dans le tombeau des Patriarches à Hébron, une grotte du champ de Makpéla, acquise comme propriété funéraire par Abraham auprès d'Éphron le Hittite.
Les douze fils sont les ancêtres éponymes des douze tribus d’Israël, à l’exception de Lévi, ancêtre des Lévites, dispersés dans les autres tribus, et de Joseph, dédoublé selon ses fils Éphraïm et Manassé.

### Les enfants de Jacob
Jacob a douze fils et une fille, soit treize enfants dont les noms sont cités (les filles n'étant pas toujours mentionnées dans la Bible) :
- par sa première épouse Léa :
  - Ruben, l'aîné,
  - Siméon, le deuxième,
  - Lévi, le troisième,
  - Juda, le quatrième,
  - Issachar, le neuvième,
  - Zébulon, le dixième,
  - Dinah, la seule fille qui soit mentionnée ;
- par sa deuxième épouse Rachel :
  - Joseph, le onzième,
  - Benjamin, le douzième et dernier ;
- par sa concubine Bilha, servante de Rachel :
  - Dan, le cinquième,
  - Nephtali, le sixième ;
- par sa concubine Zilpa, servante de Léa :
  - Gad, le septième,
  - Aser, le huitième.

Lors de la division en deux royaumes, les deux tribus de Juda et de Benjamin formèrent le royaume de Juda, les autres tribus d'Israël formèrent le royaume du nord, le royaume d’Israël.

## Récit coranique
Le Coran décrit Jacob (Ya'qub) est le fils d'Isaac (Ishac) et petit fils Abraham (Ibrahim). À plusieurs reprises, son nom est associé à celui de son père Issac et de son grand-père Abraham. Le Coran le reconnaît également comme le père des douze fils d'Israël ainsi que de Joseph (Yussuf). Le récit coranique ne reprend pas le rapport conflictuel entre Jacob et Esaü. Il est principalement mentionné dans la sourate 12 dans le cadre de l'histoire de son fils Joseph, qui est l'une des grandes figures du Coran.
Le Coran, comme une riche littérature chrétienne et juive de l'époque, évoque la bénédiction des fils de Jacob existant dans le chapitre 49 de la Genèse. Il est alors considéré, par les musulmans, comme un prototype du musulman.
Le Coran connaît le deuxième nom de Jacob -Israël - mais les commentateurs en refusent l'étymologie biblique, rattachant ce mot au fait de voyager la nuit, sarâ en arabe. Le Coran et les sources islamiques ne fournissent pas d'information sur le récit biblique de sa lutte avec l'ange. C'est pourquoi, le récit biblique est considéré transformé ou « falsifié ».

## Historicité
L'archéologue William G. Dever a écrit en 2001 : « Après un siècle de recherches exhaustives, tous les archéologues respectables ont abandonné l'espoir de retrouver un contexte qui ferait d'Abraham, d'Isaac ou de Jacob des personnages historiques ».

## Galerie

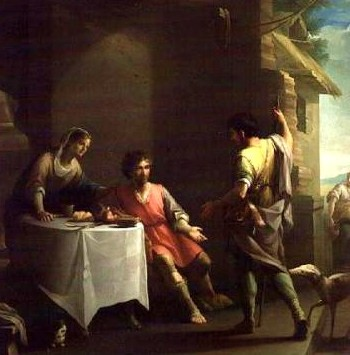
Jacob demande à Ésaü de lui céder son droit d'aînesse, de Zacarías González Velázquez (1800).
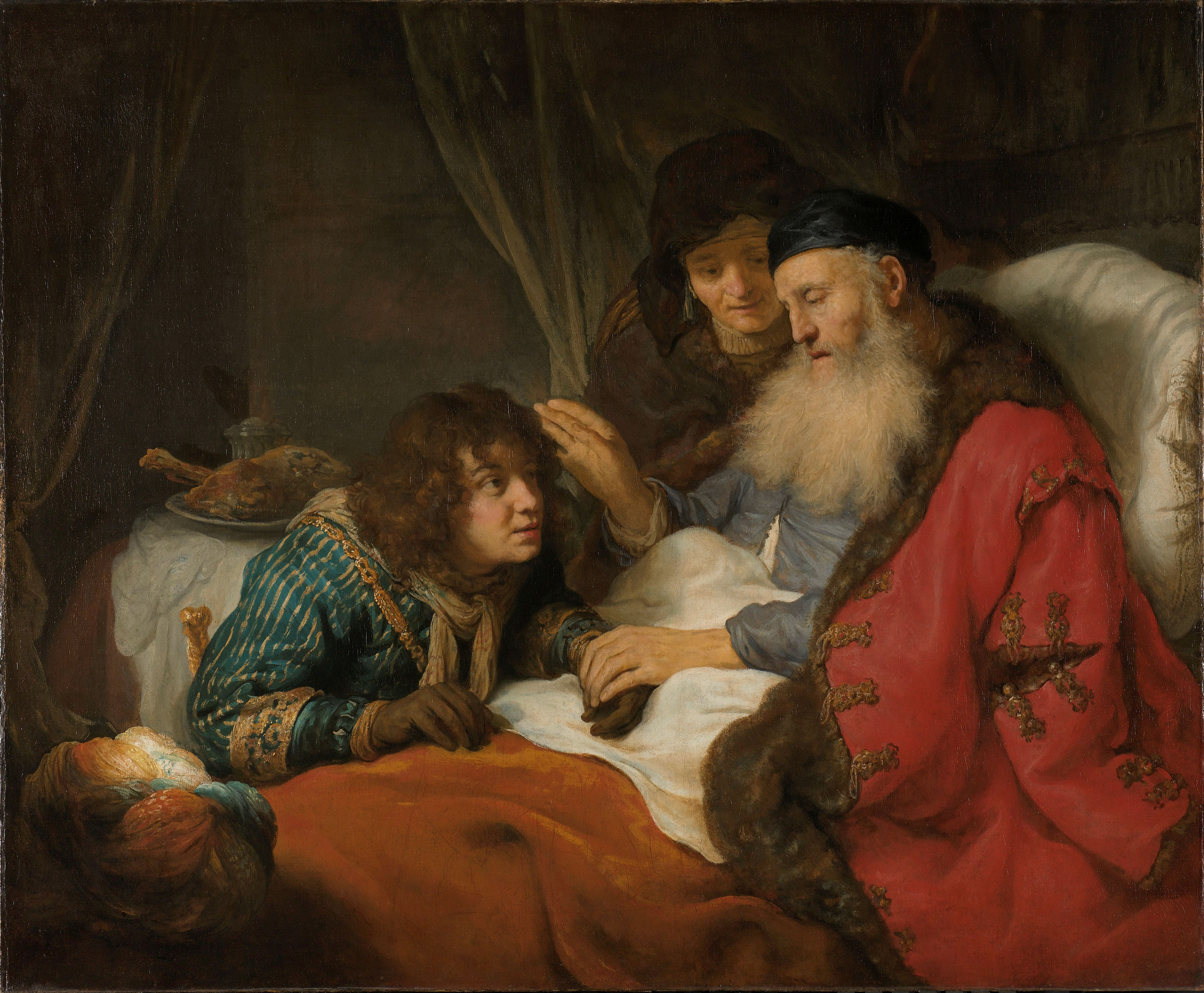
Isaac bénissant Jacob, de Govert Flinck (1638).
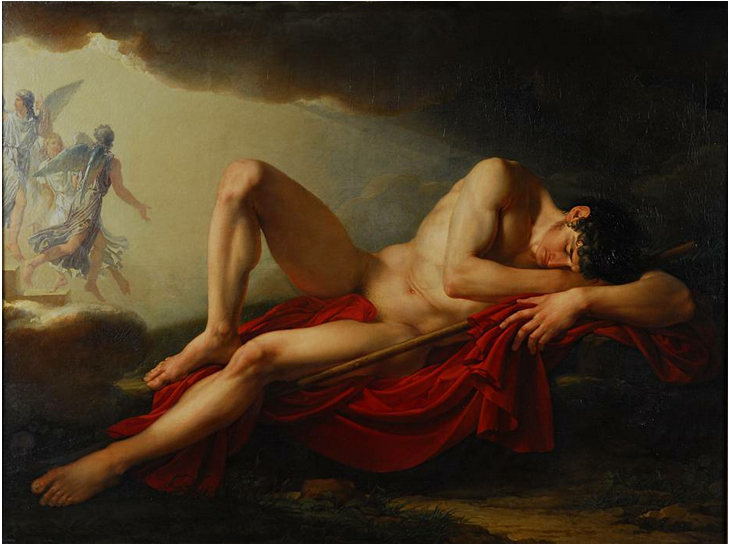
L'échelle de Jacob, ou Le rêve de Jacob, de Jacques Réattu (1792).
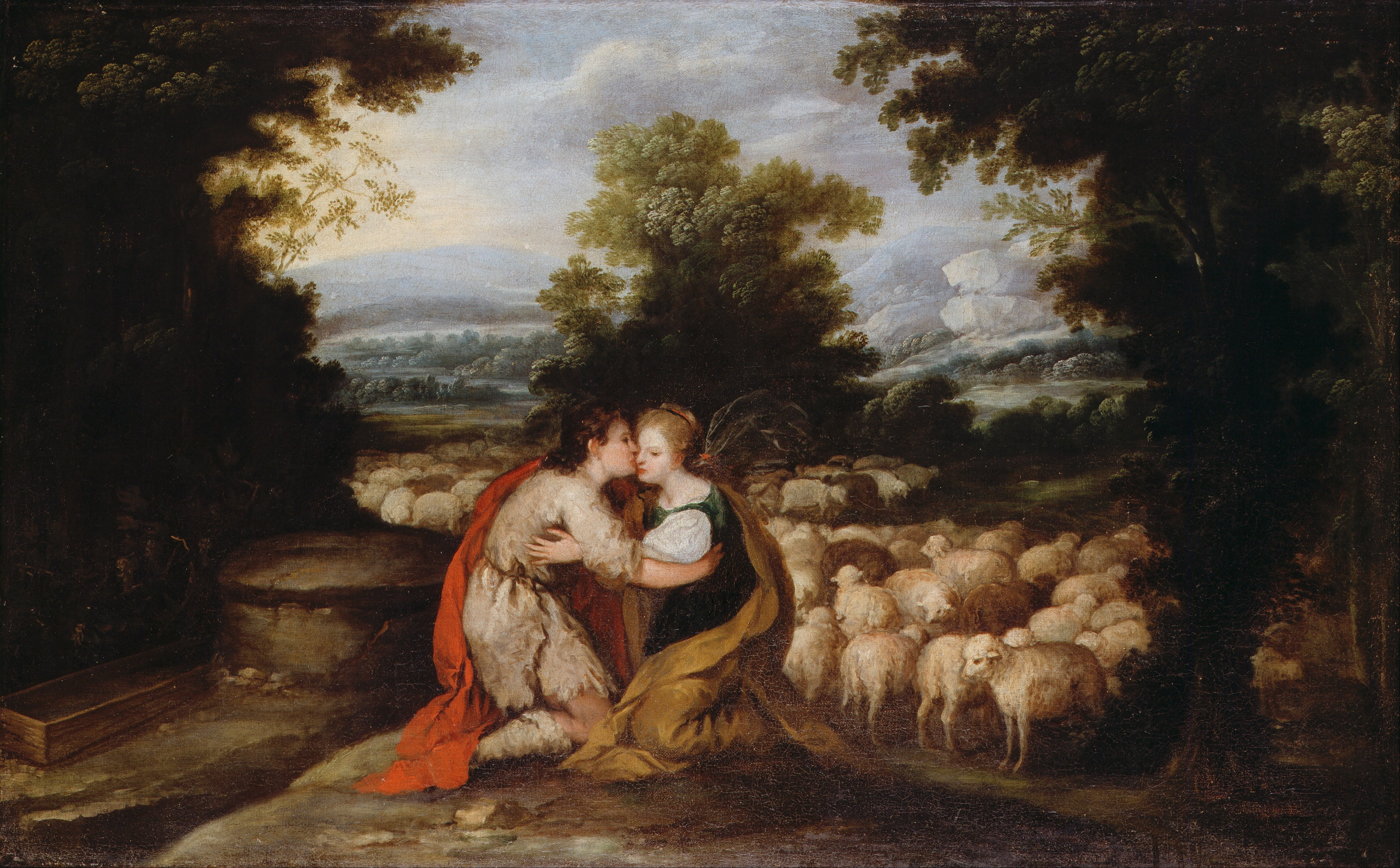
Jacob et Rachel au puits, peintre espagnol, XVIIe siècle.
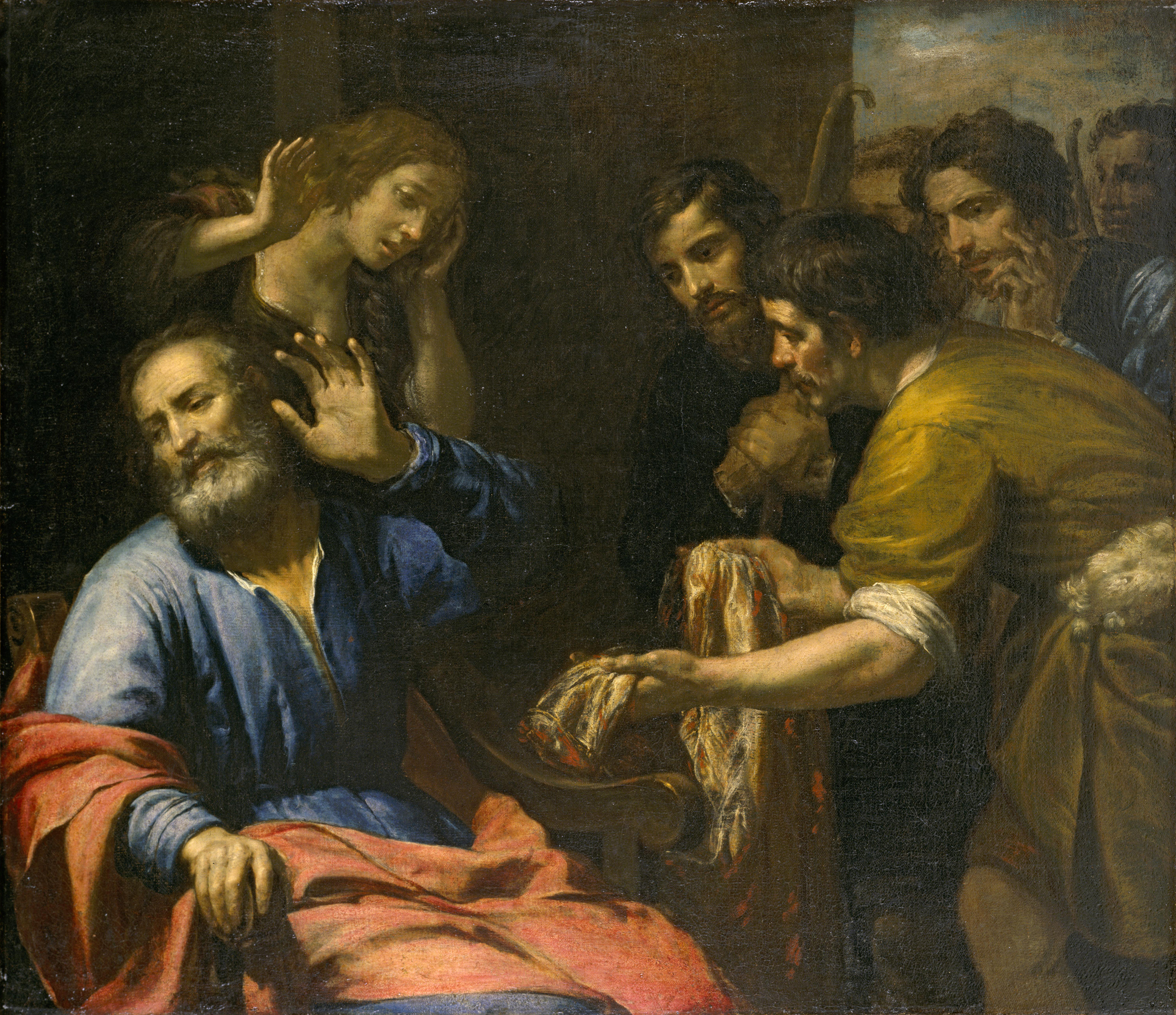
Jacob recevant la robe ensanglantée de son fils Joseph, de Giovanni Andrea de Ferrari (vers 1640).
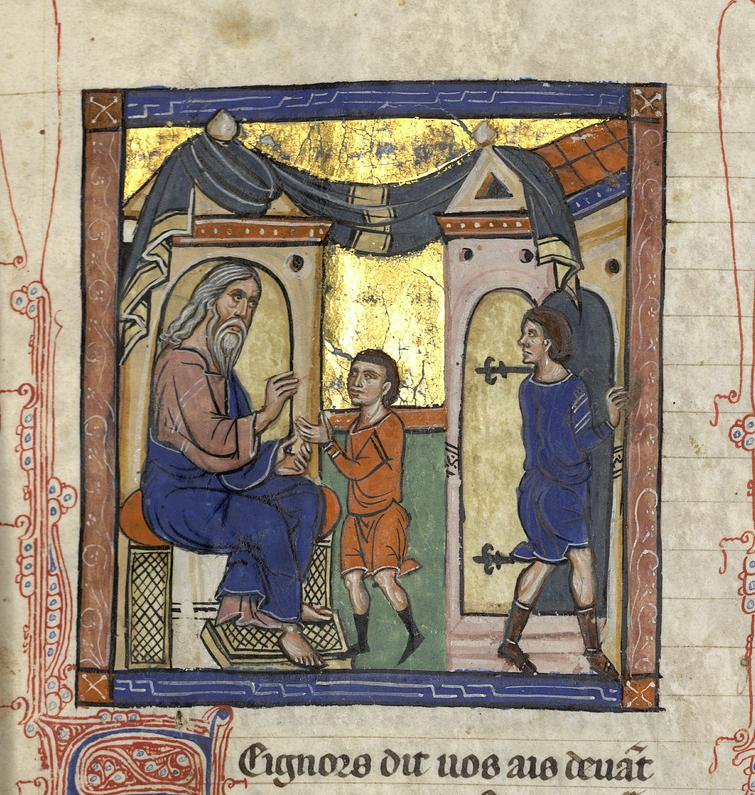
Miniature de Jacob envoyant Joseph voir ses frères, 1260-1270, Manuscrit Ms 562 de la Bibliothèque municipale de Dijon, l'Histoire ancienne jusqu'à César
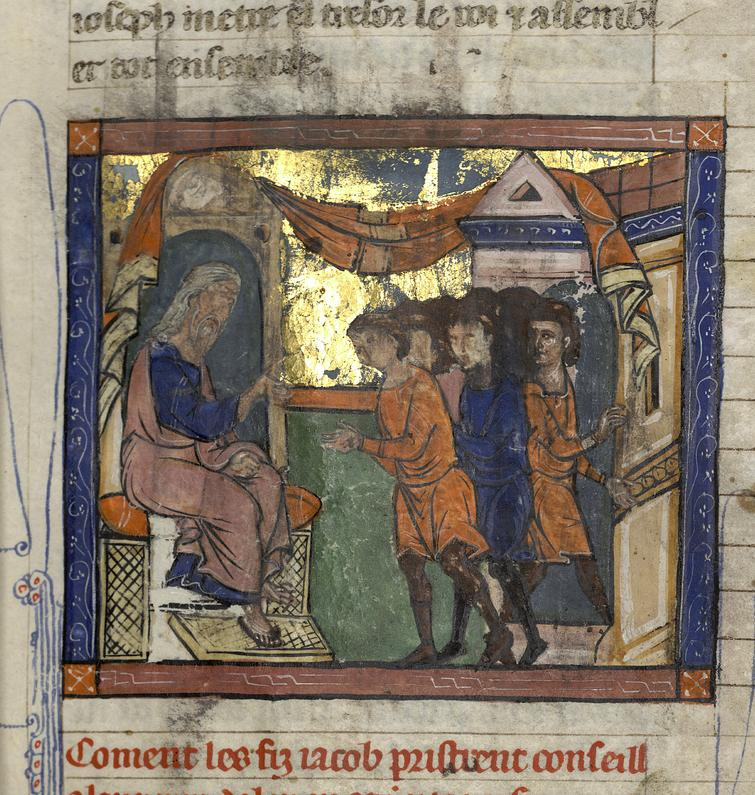
Miniature de Jacob envoyant ses fils en Égypte, 1260-1270, Manuscrit Ms 562 de la Bibliothèque municipale de Dijon, l'Histoire ancienne jusqu'à César

## Musique
- Élisabeth Jacquet de La Guerre, Jacob et Rachel, cantate spirituelle, EJG 27.

## Littérature
Le premier tome de la tétralogie de Thomas Mann Joseph et ses frères (en allemand : Joseph und seine Brüder) est consacré à l'histoire de Jacob.

## Filmographie
- Jacob, l'homme qui combattit Dieu (Giacobbe, l'uomo che lottò con Dio) de Marcello Baldi (1963)
- Jacob de Peter Hall, avec Matthew Modine, Lara Flynn Boyle, Sean Bean, Giancarlo Giannini, Irene Papas, Joss Ackland (1994)[109].